# Faro de Torres (Brasil)
El Faro de Torres está ubicado sobre la costa del Océano Atlántico, en la calle Alfres Porto, Torres, Río Grande del Sur en Brasil.
El faro tiene 18 m de altura, se enciende a cada 8 segundos y es de color blanco. Ha sido sometido a dos reconstrucciones, debido a las destrucciones causadas por fenómenos naturales.